# Sypilus orbignyi
Sypilus orbignyi är en skalbaggsart som beskrevs av Guérin-Méneville 1840. Sypilus orbignyi ingår i släktet Sypilus och familjen långhorningar.
Artens utbredningsområde är Paraguay. Inga underarter finns listade i Catalogue of Life.